# シャキール・ハインズ
シャキール・ハインズ（Shaquille Hines, 1993年3月23日 - ）は、アメリカ合衆国のプロバスケットボール選手。イリノイ州出身。ポジションはスモールフォワード兼パワーフォワード。B2リーグ・愛媛オレンジバイキングス所属。

## 来歴
2016年にスウェーデンでプロキャリアをスタートさせる。2017年にはNBA・オクラホマシティ・サンダーの一員としてサマーリーグに参加。その後ギリシャや台湾、ドイツ、ハンガリーを経てB.LEAGUE B2・西宮ストークスと契約。シーズン終了後、契約満了に伴い退団した。
2022年8月17日、ドイツの2部相当のリーグであるProA（英語版）に所属するメディポリス・SC イェーナ（英語版）との契約が発表された。
2023年8月4日、バンビシャス奈良との契約が発表された。
2025年6月11日、愛媛オレンジバイキングスとの契約が発表された。